# División de Honor de Bolo Palma 2023
La División de Honor de Bolo Palma Rucecan 2023 fue la 15.ª edición de la División de Honor de Bolo Palma, máxima categoría a nivel nacional, organizada por la Federación Cántabra de bolos.

## Equipos participantes
Los equipos participantes fueron:
| Equipo                            | Ciudad                 |
| --------------------------------- | ---------------------- |
| Andros La Serna Valle de Iguña    | Valle de Iguña         |
| Camargo El Pendo                  | Camargo                |
| Casa Sampedro                     | Torrelavega            |
| Comillas                          | Comillas               |
| Hnos. Borbolla Villa de Noja      | Noja                   |
| José Cuesta                       | Reocín                 |
| La Ermita Cantabria Casar Periedo | Casar de Periedo       |
| La Rasilla Peter&Pan              | Los Corrales de Buelna |
| Los Remedios                      | El Astillero           |
| Mali Jardinería La Encina         | Piélagos               |
| Peñacastillo Anievas Mayba        | Santander              |
| Ribamontán al Mar                 | Ribamontán al Mar      |
| Riotuerto Sobaos Los Pasiegos     | Riotuerto              |
| Torrelavega Siec                  | Torrelavega            |

## Clasificación
|                                                                | Peña                              | Puntos | J  | G  | E  | P  | CF | CC | DC  |
| -------------------------------------------------------------- | --------------------------------- | ------ | -- | -- | -- | -- | -- | -- | --- |
| 1                                                              | Camargo El Pendo                  | 41     | 26 | 17 | 7  | 2  | 91 | 46 | 45  |
| 2                                                              | Peñacastillo Anievas Mayba        | 41     | 26 | 17 | 7  | 2  | 92 | 52 | 40  |
| 3                                                              | Hnos. Borbolla Villa de Noja      | 34     | 26 | 12 | 10 | 4  | 82 | 62 | 20  |
| 4                                                              | Casa Sampedro                     | 32     | 26 | 12 | 8  | 6  | 78 | 64 | 14  |
| 5                                                              | Andros La Serna Valle de Iguña    | 30     | 26 | 10 | 10 | 6  | 78 | 64 | 14  |
| 6                                                              | Riotuerto Sobaos Los Pasiegos     | 28     | 26 | 11 | 6  | 9  | 69 | 69 | 0   |
| 7                                                              | Comillas                          | 27     | 26 | 9  | 9  | 8  | 71 | 71 | 0   |
| 8                                                              | Torrelavega Siec                  | 24     | 26 | 9  | 6  | 11 | 69 | 76 | -7  |
| 9                                                              | P. B. Los Remedios                | 23     | 26 | 6  | 11 | 9  | 70 | 78 | -8  |
| 10                                                             | La Rasilla Peter&Pan              | 20     | 26 | 7  | 6  | 13 | 67 | 78 | -11 |
| 11                                                             | Ribamontán Mar Const. Cárcoba     | 18     | 26 | 5  | 8  | 13 | 66 | 83 | -17 |
| 12                                                             | José Cuesta                       | 17     | 26 | 3  | 11 | 12 | 63 | 87 | -24 |
| 13                                                             | La Ermita Cantabria Casar Periedo | 17     | 26 | 5  | 7  | 14 | 60 | 84 | -24 |
| 14                                                             | Mali Jardinería La Encina         | 12     | 26 | 3  | 6  | 17 | 49 | 91 | -42 |
| Fuente: Federación Cántabra de bolos; actualización automática |                                   |        |    |    |    |    |    |    |     |

J: Jugados G: Ganados E: Empatados P: Perdidos CF: Chicos a favor CC: Chicos en contra DC: Diferencia de chicos